# Celles (Dordogne)
Pour les articles homonymes, voir Celles.
Pour les articles ayant des titres homophones, voir Celle, Selle et Selles.
Celles est une commune française située dans le département de la Dordogne, en région Nouvelle-Aquitaine.

## Géographie

### Généralités
Dans le quart nord-ouest du département de la Dordogne, en Ribéracois, la commune de Celles est limitée au sud par la Dronne et arrosée par le Jalley, le Tournevalude et son affluent le Meyré, trois ruisseaux de son bassin versant. C'est une commune rurale qui fait partie de l'aire d'attraction de Ribérac, zonage d’étude défini par l'Insee, qui a remplacé en 2020 l'aire urbaine de Ribérac qui n'incluait pas la commune.
Établi dans le vallon du Tournevalude et traversé par les routes départementales (RD) 93 et 99, le bourg de Celles est situé, en distances orthodromiques, huit kilomètres au nord-est de Ribérac et autant au nord-ouest de Tocane-Saint-Apre.
La commune est également desservie en limite nord-est par la RD 1 et au sud par les RD 104 et 104E.

### Communes limitrophes
Celles est limitrophe de sept autres communes. Au sud-ouest, le territoire de Ribérac est distant de 650 mètres.
| Coutures      | Bourg-des-Maisons    |               |
| Bertric-Burée | Celles               | Grand-Brassac |
| Villetoureix  | Saint-Méard-de-Drône | Saint-Victor  |

### Géologie et relief

#### Géologie
Situé sur la plaque nord du Bassin aquitain et bordé à son extrémité nord-est par une frange du Massif central, le département de la Dordogne présente une grande diversité géologique. Les terrains sont disposés en profondeur en strates régulières, témoins d'une sédimentation sur cette ancienne plate-forme marine. Le département peut ainsi être découpé sur le plan géologique en quatre gradins différenciés selon leur âge géologique. Celles est située dans le troisième gradin à partir du nord-est, un plateau formé de calcaires hétérogènes du Crétacé.
Les couches affleurantes sur le territoire communal sont constituées de formations superficielles du Quaternaire datant du Cénozoïque et de roches sédimentaires du Mésozoïque. La formation la plus ancienne, notée c4b-c, date du Santonien moyen à supérieur, composée de calcaire crayo-glauconieux avec niveaux à huîtres (P. vesicularis), devenant au sommet plus grossier à silex et rudistes (formation de Saint-Félix-de-Reillac), faciès pouvant évoluer vers des sables fins et grès carbonatés à rudistes. La formation la plus récente, notée CFvs, fait partie des formations superficielles de type colluvions carbonatées de vallons secs : sable limoneux à débris calcaires et argile sableuse à débris. Le descriptif de ces couches est détaillé dans  la feuille « no 758 - Périgueux (ouest) » de la carte géologique au 1/50 000 de la France métropolitaine, et sa notice associée.

Carte géologique de Celles.

#### Relief et paysages
Le département de la Dordogne se présente comme un vaste plateau incliné du nord-est (491 m, à la forêt de Vieillecour dans le Nontronnais, à Saint-Pierre-de-Frugie) au sud-ouest (2 m à Lamothe-Montravel). L'altitude du territoire communal varie quant à elle entre 61 m au sud-ouest, là ou la Dronne quitte la commune pour servir de limite entre celles de Saint-Méard-de-Drône et Villetoureix, et 213 m au nord-ouest, au nord du lieu-dit Pauliac, en limite de la commune de Coutures.
Dans le cadre de la Convention européenne du paysage entrée en vigueur en France le 1er juillet 2006, renforcée par la loi du 8 août 2016 pour la reconquête de la biodiversité, de la nature et des paysages, un atlas des paysages de la Dordogne a été élaboré sous maîtrise d’ouvrage de l’État et publié en octobre 2020. Les paysages du département s'organisent en huit unités paysagères et 14 sous-unités. La commune est dans le Ribéracois, une région naturelle possédant un relief vallonné avec des altitudes moyennes comprises autour des 130-160 m, sculpté par la Dronne et ses nombreux affluents. Les paysages sont ondulés de grandes cultures dont les vastes horizons contrastent avec les paysages plus cloisonnés de la Dordogne,.
La superficie cadastrale de la commune publiée par l'Insee, qui sert de référence dans toutes les statistiques, est de 27,83 km2,,. La superficie géographique, issue de la BD Topo, composante du Référentiel à grande échelle produit par l'IGN, est quant à elle de 27,93 km2.

### Hydrographie

#### Réseau hydrographique
La commune est située dans le bassin de la Dordogne au sein du Bassin Adour-Garonne. Elle est drainée par la Dronne, le Bournet, le Jalley, le Meyré, le Tournevalude et par divers petits cours d'eau, qui constituent un réseau hydrographique de 27 km de longueur totale,.
La Dronne, d'une longueur totale de 200,56 km, prend sa source dans la Haute-Vienne dans la commune de Bussière-Galant et se jette en rive droite de l'Isle — dont elle est le principal affluent — à Coutras en Gironde, au lieu-dit la Fourchée, face à la commune de Sablons,. Elle borde la commune au sud sur près de deux kilomètres et demi, face à Saint-Méard-de-Drône.
Affluent de rive droite de la Dronne, le Tournevalude traverse le territoire communal sur plus de huit kilomètres du nord-est au sud-ouest, en passant par le bourg, servant de limite naturelle au sud-ouest sur un kilomètre et demi face à Villetoureix.
Son affluent de rive droite le Meyré arrose l'ouest de la commune du nord au sud sur plus de six kilomètres dont deux kilomètres et demi, en trois tronçons,  en limite de Coutures et de Villetoureix.
Deux autres affluents de rive droit de la Dronne bordent le territoire communal : à l'est le Jalley sur 1,2 kilomètre face à Grand-Brassac et Saint-Victor, et à l'ouest le Bournet sur 900 mètres face à Bertric-Burée et Villetoureix.

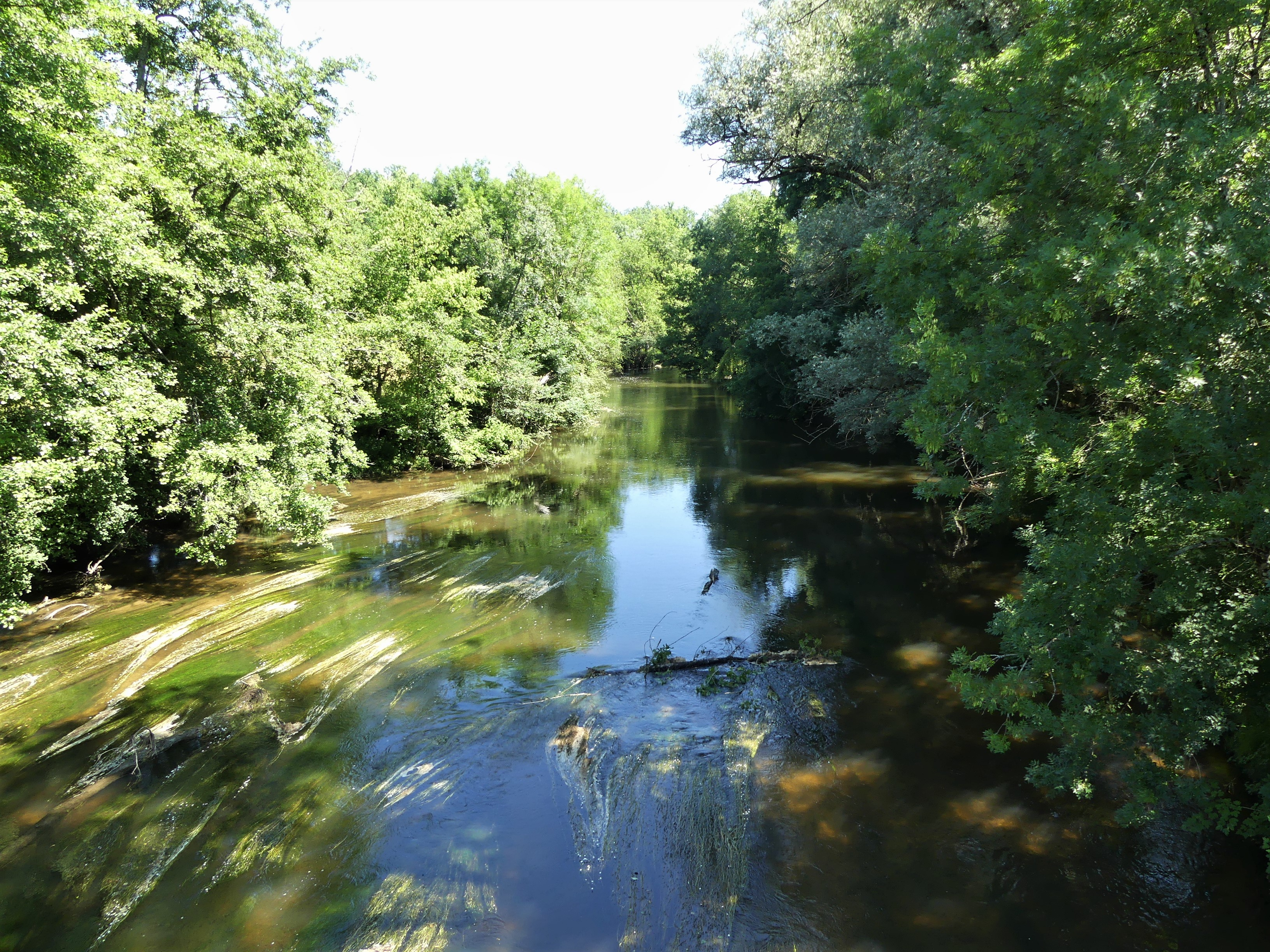
La Dronne en limite de Celles (à gauche) et Saint-Méard-de-Drône (en rive opposée).
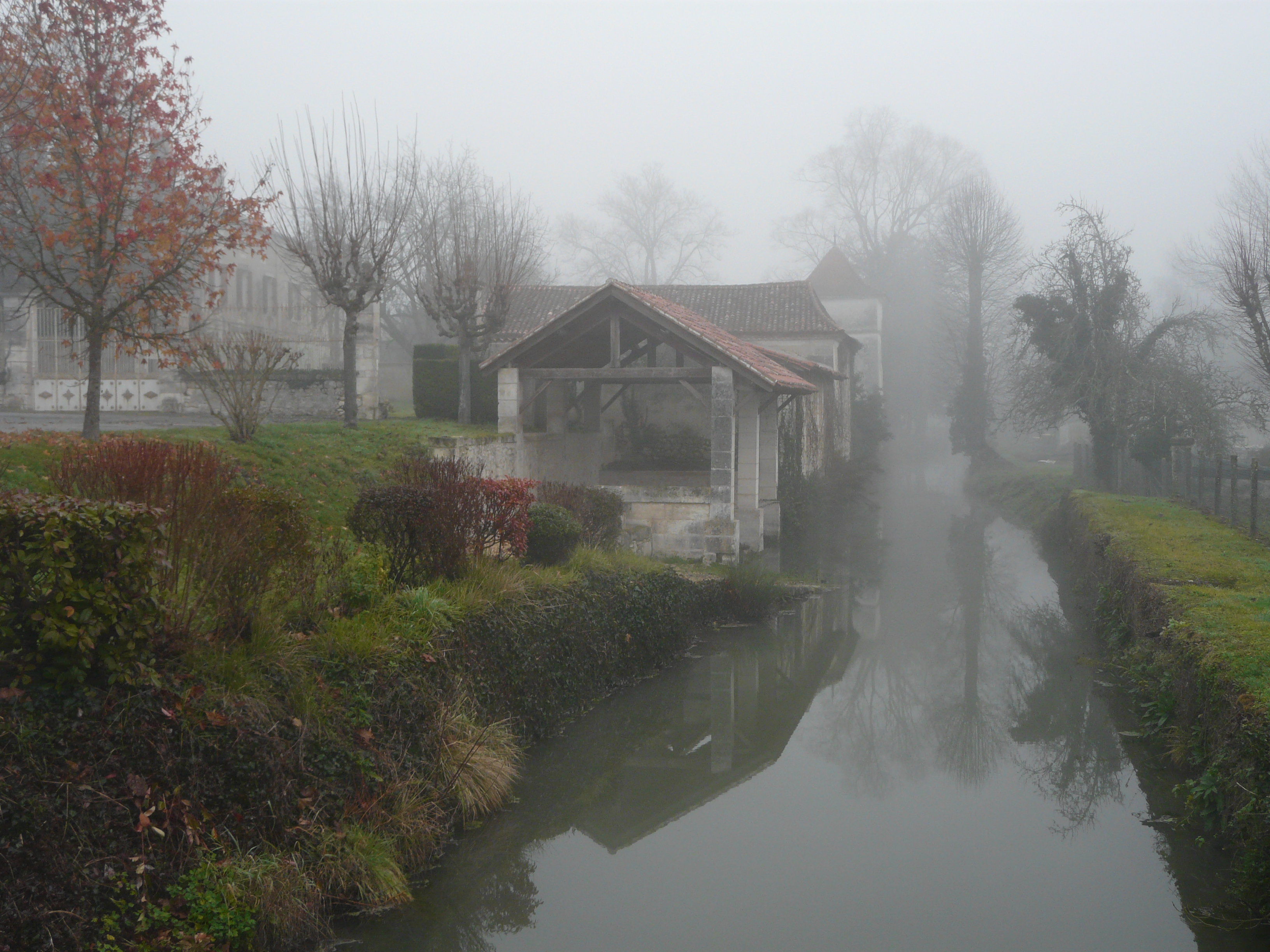
Le Tournevalude dans le village de Celles.
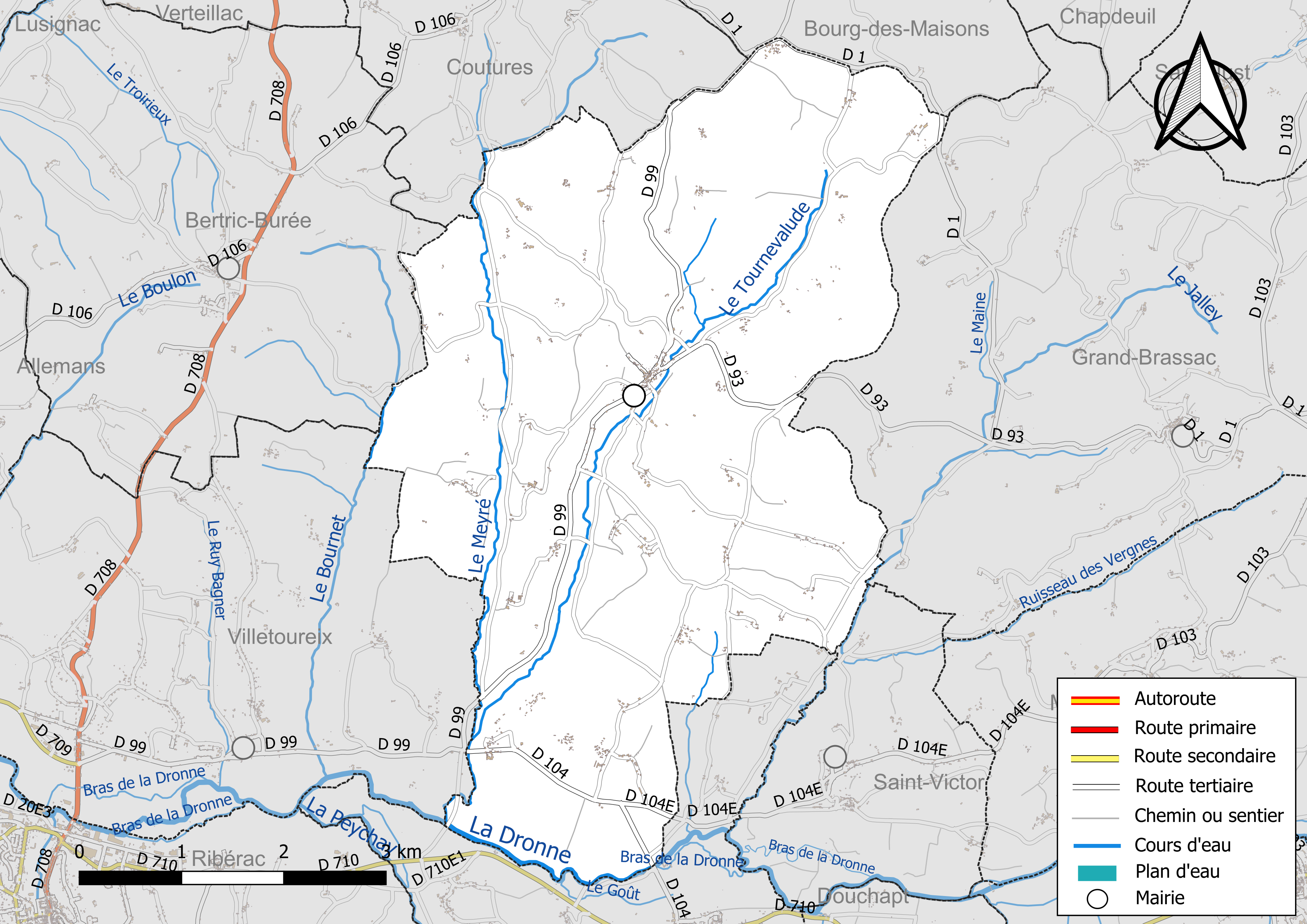
Réseaux hydrographique et routier de Celles.

#### Gestion et qualité des eaux
Le territoire communal est couvert par le schéma d'aménagement et de gestion des eaux (SAGE) « Isle - Dronne ». Ce document de planification, dont le territoire regroupe les bassins versants de l'Isle et de la Dronne, d'une superficie de 7 500 km2, a été approuvé le 2 août 2021. La structure porteuse de l'élaboration et de la mise en œuvre est l'établissement public territorial de bassin de la Dordogne (EPIDOR). Il définit sur son territoire les objectifs généraux d’utilisation, de mise en valeur et de protection quantitative et qualitative des ressources en eau superficielle et souterraine, en respect des objectifs de qualité définis dans le troisième SDAGE  du Bassin Adour-Garonne qui couvre la période 2022-2027, approuvé le 10 mars 2022.
La qualité des eaux de baignade et des cours d’eau peut être consultée sur un site dédié géré par les agences de l’eau et l’Agence française pour la biodiversité.

### Climat
Pour des articles plus généraux, voir Climat de la Nouvelle-Aquitaine et Climat de la Dordogne.
Historiquement, la commune est exposée à un climat océanique aquitain.  
En 2020, Météo-France publie une typologie des climats de la France métropolitaine dans laquelle la commune est exposée à un climat océanique altéré et est dans la région climatique  Aquitaine, Gascogne, caractérisée par une pluviométrie abondante au printemps, modérée en automne, un faible ensoleillement au printemps, un été chaud (19,5 °C), des vents faibles, des brouillards fréquents en automne et en hiver et des orages fréquents en été (15 à 20 jours).
Pour la période 1971-2000, la température annuelle moyenne est de 12,4 °C, avec  une amplitude thermique annuelle de 14,9 °C. Le cumul annuel moyen de précipitations est de 918 mm, avec 12 jours de précipitations en janvier et 6,9 jours en juillet. Pour la période 1991-2020, la température moyenne annuelle observée sur la station météorologique la plus proche, située sur la commune de Saint-Martin-de-Fressengeas à 8 km à vol d'oiseau, est de 12,4 °C et le cumul annuel moyen de précipitations est de 1 050,4 mm,. Pour l'avenir, les paramètres climatiques de la commune estimés pour 2050 selon différents scénarios d’émission de gaz à effet de serre sont consultables sur un site dédié publié par Météo-France en novembre 2022.

## Urbanisme

### Typologie
Au 1er janvier 2024, Celles est catégorisée commune rurale à habitat très dispersé, selon la nouvelle grille communale de densité à 7 niveaux définie par l'Insee en 2022.
Elle est située hors unité urbaine. Par ailleurs la commune fait partie de l'aire d'attraction de Ribérac, dont elle est une commune de la couronne,. Cette aire, qui regroupe 24 communes, est catégorisée dans les aires de moins de 50 000 habitants,.

### Occupation des sols
L'occupation des sols de la commune, telle qu'elle ressort de la base de données européenne d’occupation biophysique des sols Corine Land Cover (CLC), est marquée par l'importance des territoires agricoles (75,2 % en 2018), une proportion sensiblement équivalente à celle de 1990 (74,4 %). La répartition détaillée en 2018 est la suivante : 
zones agricoles hétérogènes (46,4 %), terres arables (26,2 %), forêts (23,9 %), prairies (2,7 %), milieux à végétation arbustive et/ou herbacée (0,8 %). L'évolution de l’occupation des sols de la commune et de ses infrastructures peut être observée sur les différentes représentations cartographiques du territoire : la carte de Cassini (XVIIIe siècle), la carte d'état-major (1820-1866) et les cartes ou photos aériennes de l'IGN pour la période actuelle (1950 à aujourd'hui).

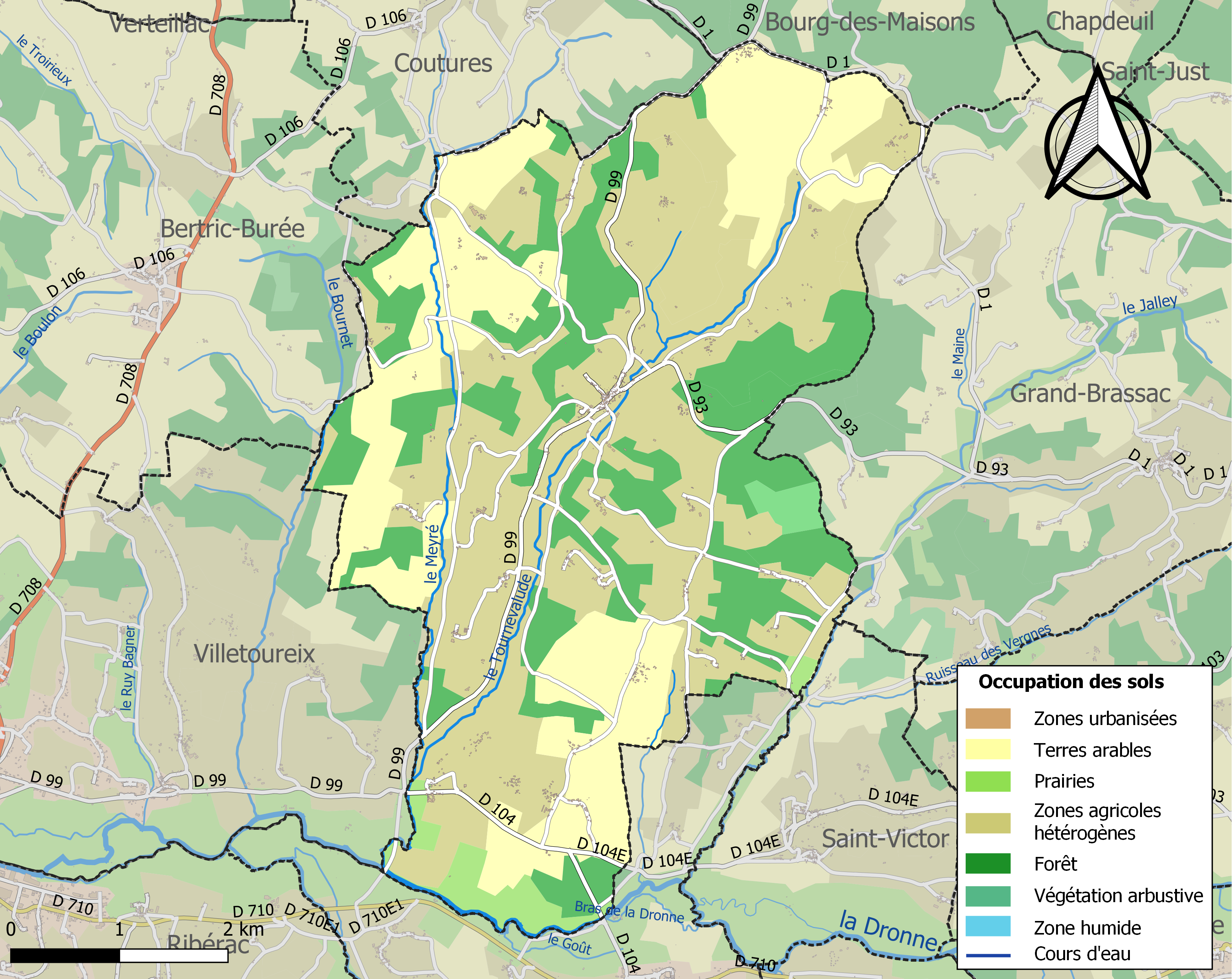
Carte des infrastructures et de l'occupation des sols de la commune en 2018 (CLC).

### Prévention des risques
Certaines parties du territoire communal sont susceptibles d’être affectées par le risque d’inondation par débordement de cours d'eau, notamment la Dronne et le Tournevalude. Le risque inondation est pris en compte dans l'aménagement du territoire de la commune par le biais du plan de prévention des risques inondation (PPRI) de la « vallée de la Dronne », couvrant 19 communes et approuvé le 31 janvier 2014, pour les crues de la Dronne,.
Le PPRI de la Dronne — qui borde la commune au sud  — à Celles, impacte ses rives jusqu'à une largeur pouvant dépasser 700 mètres au sud du lieu-dit la Garenne, ainsi que la partie aval de son affluent le Tournevalude (les 1 200 derniers mètres),.

### Villages, hameaux et lieux-dits
- Bas Repaire
- Bauby
- Bélair
- Belord
- Blanchardie
- Bois de Lalande
- Bois du Cluzeau
- Bony
- Bost du Pont
- Cadran
- Chapelle Saint-Jean
- Chemisac
- Chez Cheynaud
- Chez Dufray
- Chez Givry
- Chez Jeannot
- Chez Picot
- Chez Poëte
- Côte
- Fieux Bas
- Fieux Haut
- Flayac
- Gaudignac
- Guillonnet
- Haut Repaire
- Jaures
- Joubertias
- Joumarias
- la Barrière du Cluzeau
- la Borie
- la Chauvelie
- la Croix Courteaud
- la Croix de Bauby
- la Croix de Jaures
- la Farge
- la Féronie
- la Forêt
- la Garderie
- la Garenne
- la Leyterie
- la Ligerie
- la Pauze
- la Planèze
- la Prairie
- la Valade Basse
- la Valade Haute
- la Veyssière
- Lafaye
- Lamon
- Lapouge
- Lasfayas
- le Boisset
- le Breuilh
- le Cadeix
- le Chatain
- le Cluzeau
- le Maine
- le Meyré
- le Moulin de Belord
- le Moulin Gayou
- le Petit Cluzeau
- le Petit Lamon
- le Plantou
- le Pré des Filles
- le Tournevalude
- le Vignoble
- le Volveix
- Léparre
- les Brégeries
- les Brousses
- les Manufactures
- les Martres
- les Tubes
- l'Hôpital
- Margnac
- Monaco
- Monrepos
- Pauliac
- Payement
- Péniquet
- Peynou
- Peyrillault
- Philippet
- Plumentie
- Puy des Garennes
- Puyagût
- Puyssonier
- Réjouy
- Vaudou

## Toponymie
La commune tire son nom du latin cella (cellule).
En occitan, la commune porte le nom de Cela.

## Histoire
En 1481, la paroisse de Celles dépend de la châtellenie de Bourdeilles.

## Politique et administration

### Administration municipale
La population de la commune étant comprise entre 500 et 1 499 habitants au recensement de 2017, quinze conseillers municipaux ont été élus en 2020,.

### Liste des maires
| Période                                  | Période          | Identité                         | Étiquette   | Qualité                            |
| ---------------------------------------- | ---------------- | -------------------------------- | ----------- | ---------------------------------- |
| Les données manquantes sont à compléter. |                  |                                  |             |                                    |
|                                          | prairial an VIII | Jean Baptiste Dujarrie           |             | Notaire public                     |
| prairial an VIII                         | janvier 1813     | Mathurin Labonne                 |             |                                    |
| janvier 1813                             | mai 1815         | Alexandre de Foucauld            |             |                                    |
| juin 1815                                | février 1821     | Jacques Barthélémy Bardy Fourtou |             |                                    |
| février 1821                             | avril 1848       | Pierre Pradier                   |             |                                    |
| avril 1848                               | avril 1892       | Augustin Bellisle                |             |                                    |
| juin 1892                                | mai 1886         | Paul Monceyron                   |             |                                    |
| mai 1886                                 | 15 mars 1900     | Antoine Constant                 |             |                                    |
| 15 mars 1900                             | mai 1900         | Pierre Lacour                    |             | Adjoint faisant fonctions de maire |
| juin 1900                                | ?                | Durieu de Maisonneuve            |             |                                    |
|                                          |                  |                                  |             |                                    |
| 1947                                     | 1959             | Louis Fourgeaud                  |             |                                    |
| 1959                                     | 1971             | Yves Labeau                      |             |                                    |
| 1971                                     | 1983             | Élie Placide                     |             |                                    |
| 1983                                     | 1995             | Philippe André Doyen             |             |                                    |
| juin 1995 (réélu en mai 2020)            | En cours         | Jean-Didier Andrieux             | SE puis UMP | Agriculteur                        |

## Équipements et services publics

### Enseignement
À la rentrée scolaire de septembre 2022, les communes de Grand-Brassac et Celles sont organisées en regroupement pédagogique intercommunal (RPI). Celles accueille les élèves de cours élémentaire (CE1 et CE2) et de cours moyen (CM1 et CM2) et Grand-Brassac, ceux de maternelle et de cours préparatoire (CP).

### Justice
Dans le domaine judiciaire, Celles relève : 
- du tribunal judiciaire, du tribunal pour enfants, du conseil de prud'hommes et du tribunal de commerce de Périgueux ;
- du pôle Nationalité du tribunal judiciaire de Périgueux (compétent uniquement dans le domaine de la nationalité) ;
- de la cour d'appel, du tribunal administratif et de la  cour administrative d'appel de Bordeaux.

## Population et société

### Démographie
Les habitants de Celles se nomment les Cellois.
L'évolution du nombre d'habitants est connue à travers les recensements de la population effectués dans la commune depuis 1793. Pour les communes de moins de 10 000 habitants, une enquête de recensement portant sur toute la population est réalisée tous les cinq ans, les populations de référence des années intermédiaires étant quant à elles estimées par interpolation ou extrapolation. Pour la commune, le premier recensement exhaustif entrant dans le cadre du nouveau dispositif a été réalisé en 2007.

En 2022, la commune comptait 611 habitants, en évolution de +5,53 % par rapport à 2016 (Dordogne : +0,37 %, France hors Mayotte : +2,11 %).
| 1793  | 1800  | 1806  | 1821  | 1831  | 1836  | 1841  | 1846  | 1851  |
| ----- | ----- | ----- | ----- | ----- | ----- | ----- | ----- | ----- |
| 1 798 | 1 593 | 1 624 | 1 680 | 1 651 | 1 557 | 1 678 | 1 601 | 1 557 |

| 1856  | 1861  | 1866  | 1872  | 1876  | 1881  | 1886  | 1891  | 1896  |
| ----- | ----- | ----- | ----- | ----- | ----- | ----- | ----- | ----- |
| 1 562 | 1 502 | 1 544 | 1 418 | 1 486 | 1 440 | 1 465 | 1 318 | 1 271 |

| 1901  | 1906  | 1911  | 1921  | 1926 | 1931 | 1936 | 1946 | 1954 |
| ----- | ----- | ----- | ----- | ---- | ---- | ---- | ---- | ---- |
| 1 192 | 1 183 | 1 164 | 1 009 | 961  | 908  | 929  | 907  | 853  |

| 1962 | 1968 | 1975 | 1982 | 1990 | 1999 | 2006 | 2007 | 2012 |
| ---- | ---- | ---- | ---- | ---- | ---- | ---- | ---- | ---- |
| 761  | 675  | 582  | 600  | 597  | 552  | 555  | 555  | 563  |

| 2017 | 2022 | - | - | - | - | - | - | - |
| ---- | ---- | - | - | - | - | - | - | - |
| 587  | 611  | - | - | - | - | - | - | - |

## Économie

### Emploi
En 2015, parmi la population communale comprise entre 15 et 64 ans, les actifs représentent 261 personnes, soit 45,6 % de la population municipale. Le nombre de chômeurs (dix-huit) a très fortement diminué par rapport à 2010 (trente-quatre) et le taux de chômage de cette population active s'établit à 6,7 %.

### Établissements
Au 31 décembre 2015, la commune compte cinquante-deux établissements, dont vingt au niveau des commerces, transports ou services, dix-neuf dans l'agriculture, la sylviculture ou la pêche, sept dans la construction, quatre relatifs au secteur administratif, à l'enseignement, à la santé ou à l'action sociale, et deux dans l'industrie.

## Culture locale et patrimoine

### Lieux et monuments
- Château de Lascoux, XVIe siècle, dont l'origine remonte au XIVe siècle[54].
- Château de la Pauze du XIXe siècle[55].
- Église Saint-Pierre, romane du XIIe siècle, fortifiée au XIVe. Avant de devenir église paroissiale, c'était un prieuré dépendant de l'abbaye charentaise du Peyrat[56].
- La chapelle Saint-Jean-de-la-Lande pourrait remonter au XIVe siècle. Située dans le bois de Lalande, elle est l'objet d'un pèlerinage annuel (le 24 juin)[57].
- Chapelle Sainte-Marie du XVIIe siècle au lieu-dit l'Hôpital[58].

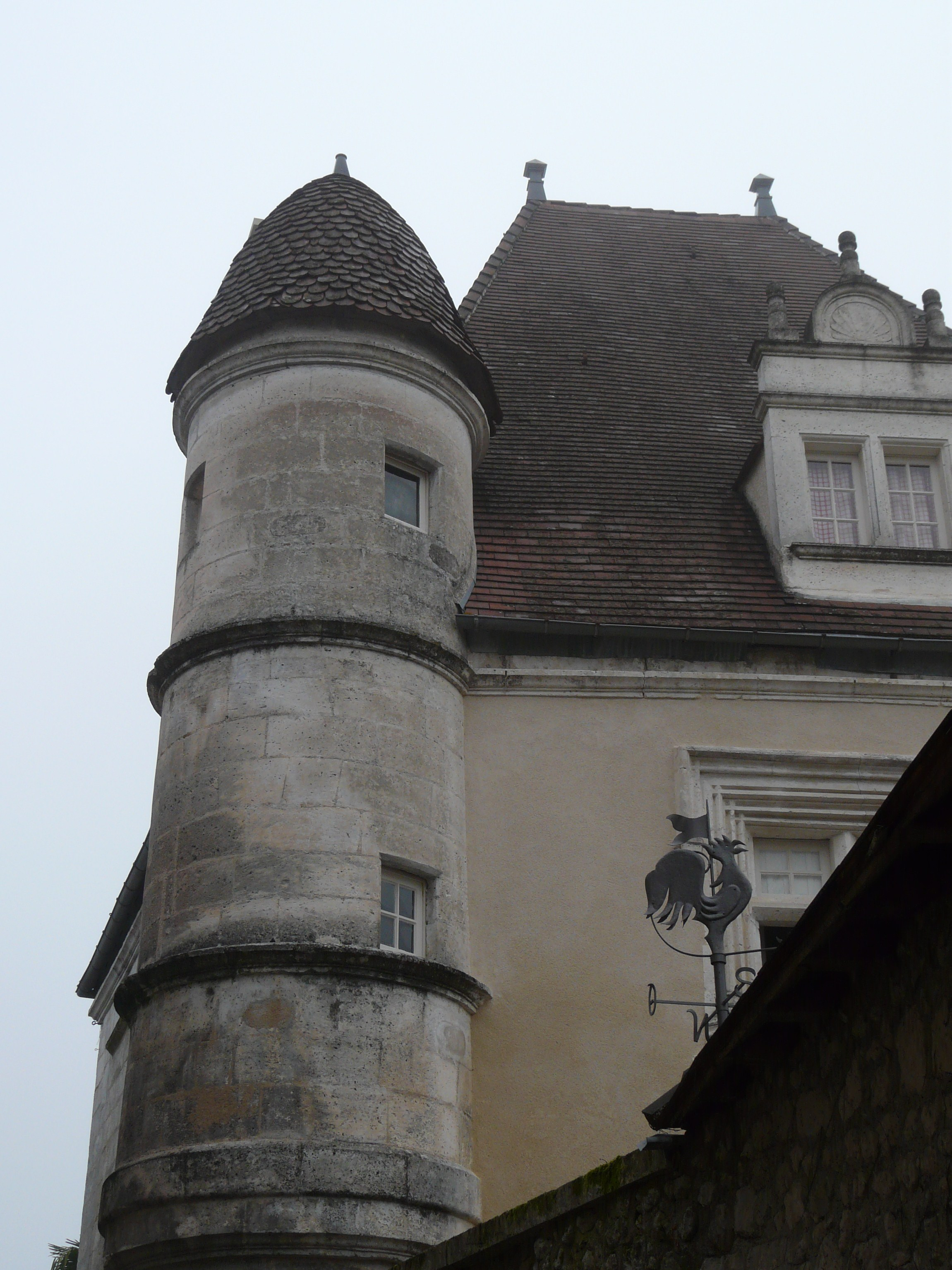
Tourelle du château de Lascoux.
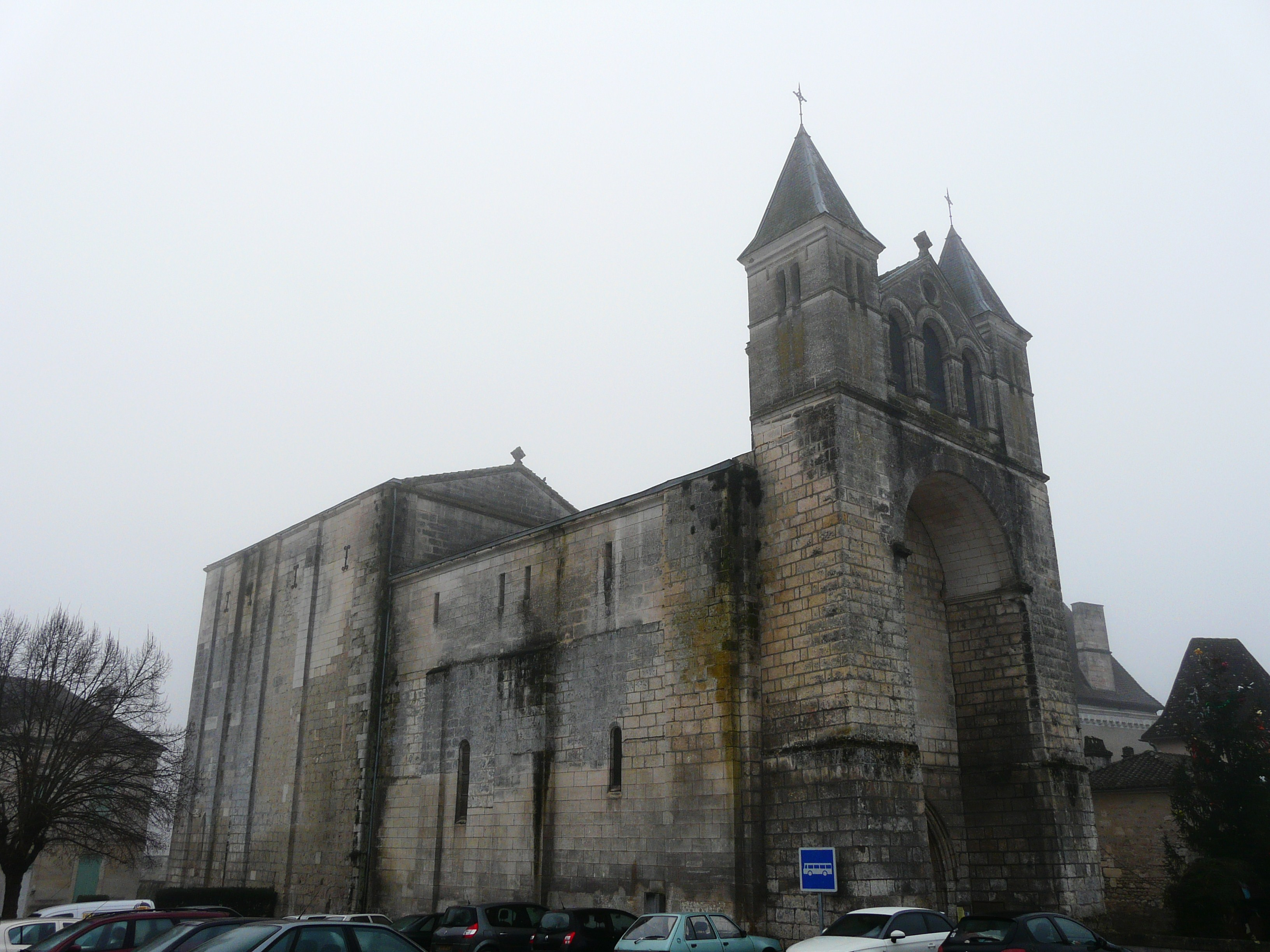
L'église fortifiée.
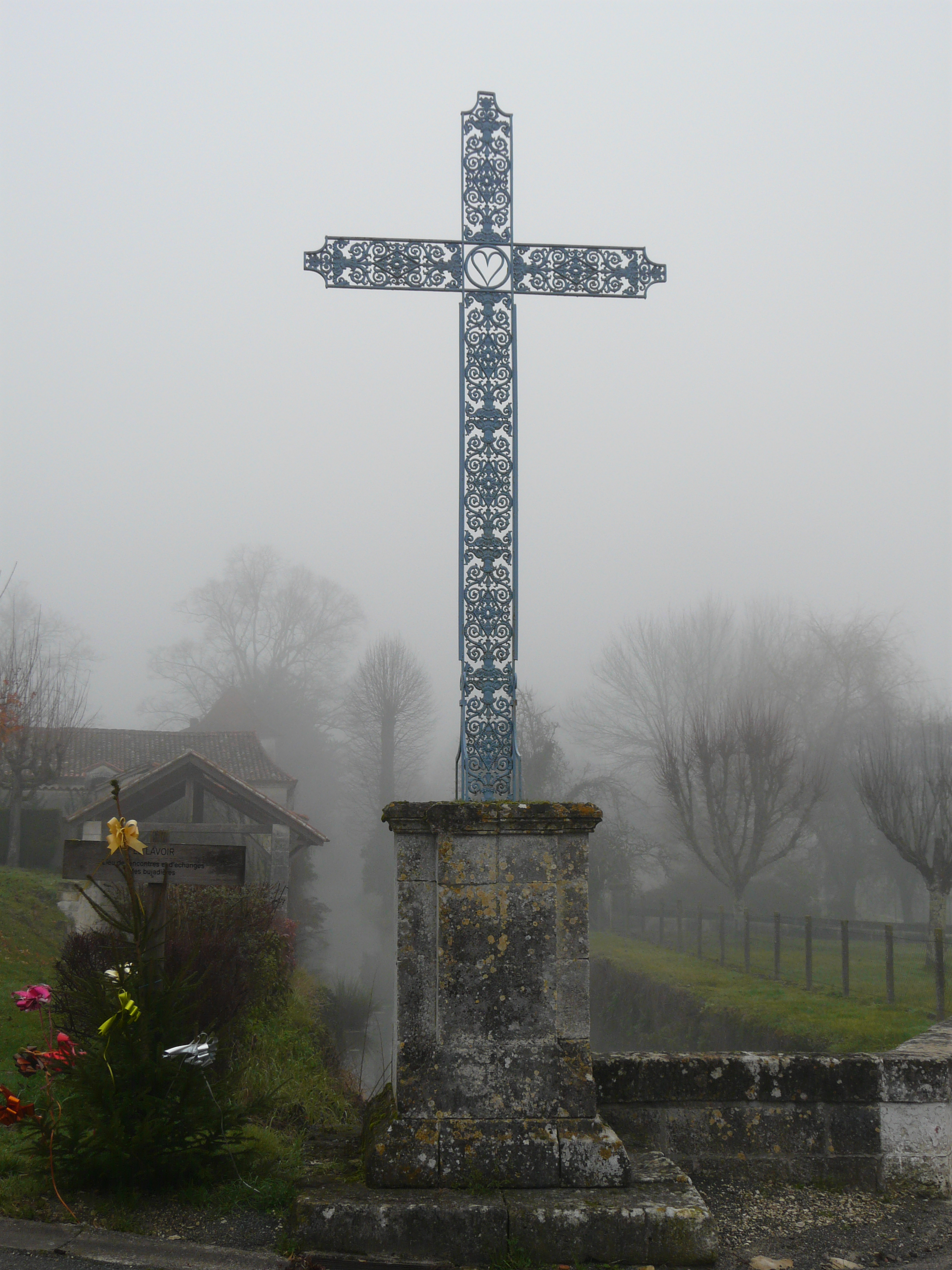
Croix au bord du Tournevalude.
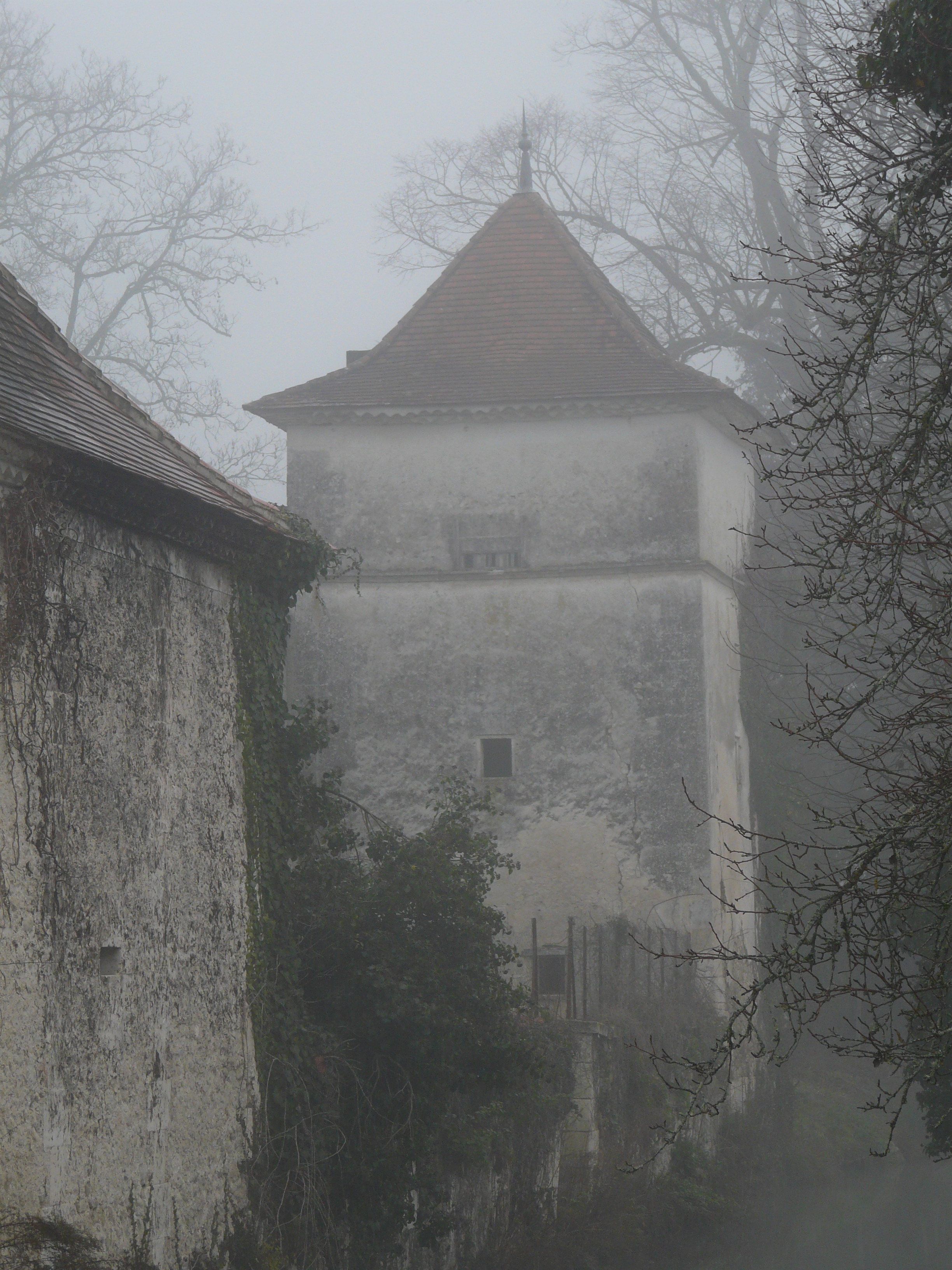
Pigeonnier au bord du Tournevalude.

### Patrimoine naturel
Bordée par la Dronne, la commune représente un grand intérêt pour la faune et la flore locales. Des zones de protection y sont donc délimitées.
Au sud de la commune, la Dronne et sa vallée représentent une zone Natura 2000 : la « vallée de la Dronne de Brantôme à sa confluence avec l'Isle ». La rivière s'écoule dans un milieu principalement composé de prairies humides et de terres cultivées avec des zones de bocage. On y rencontre plusieurs espèces de poissons menacées ainsi que des écrevisses à pattes blanches (Austropotamobius pallipes) et des visons (Mustela lutreola).
Toujours en relation avec la Dronne, la commune présente une zone naturelle d'intérêt écologique, faunistique et floristique (ZNIEFF) de type II. La vallée de la Dronne est une zone bocagère protégée pour sa faune et sa flore spécifiques,.

## Pour approfondir